# Мосеевский Выжлец
Мосеевский Выжлец — река в России, течёт по территории Мезенского района Архангельской области. Образуется слиянием рек Четверть Виска и Кузьминская. Устье реки находится в 3 км по левому берегу реки Солосоры на высоте 30 м над уровнем моря. Длина реки составляет 30 км.

## Данные водного реестра
По данным государственного водного реестра России относится к Двинско-Печорскому бассейновому округу, водохозяйственный участок реки — Мезень от водомерного поста деревни Малонисогорская и до устья. Речной бассейн реки — Мезень.
Код объекта в государственном водном реестре — 03030000212103000049866.